# باد لويس (لاعب كرة قدم)
باد لويس (بالإنجليزية: Bud Lewis)‏ هو لاعب كرة قدم أمريكي، ولد في 29 يناير 1953 في بينفيلد في الولايات المتحدة.